# جاده یونگاس

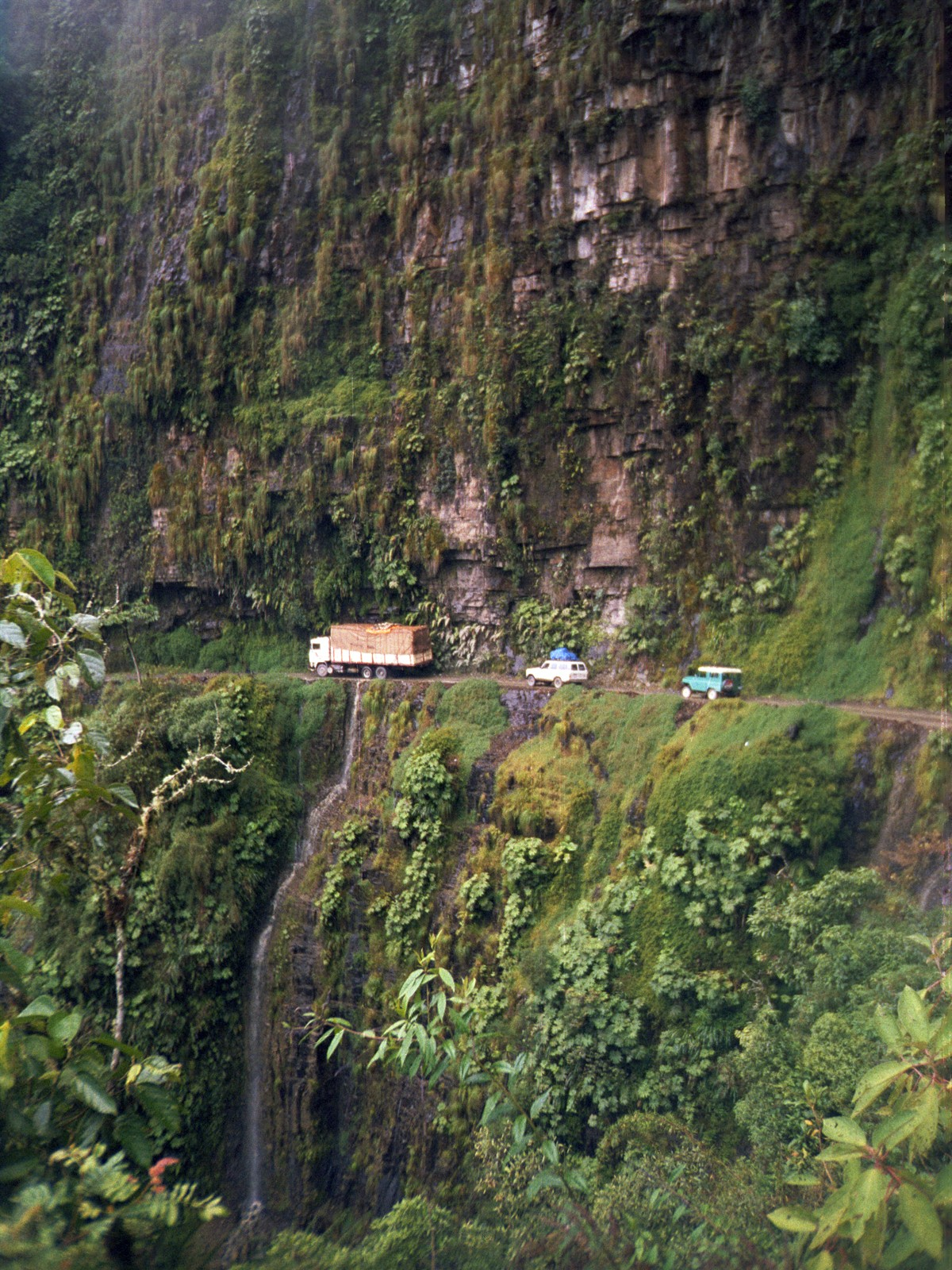

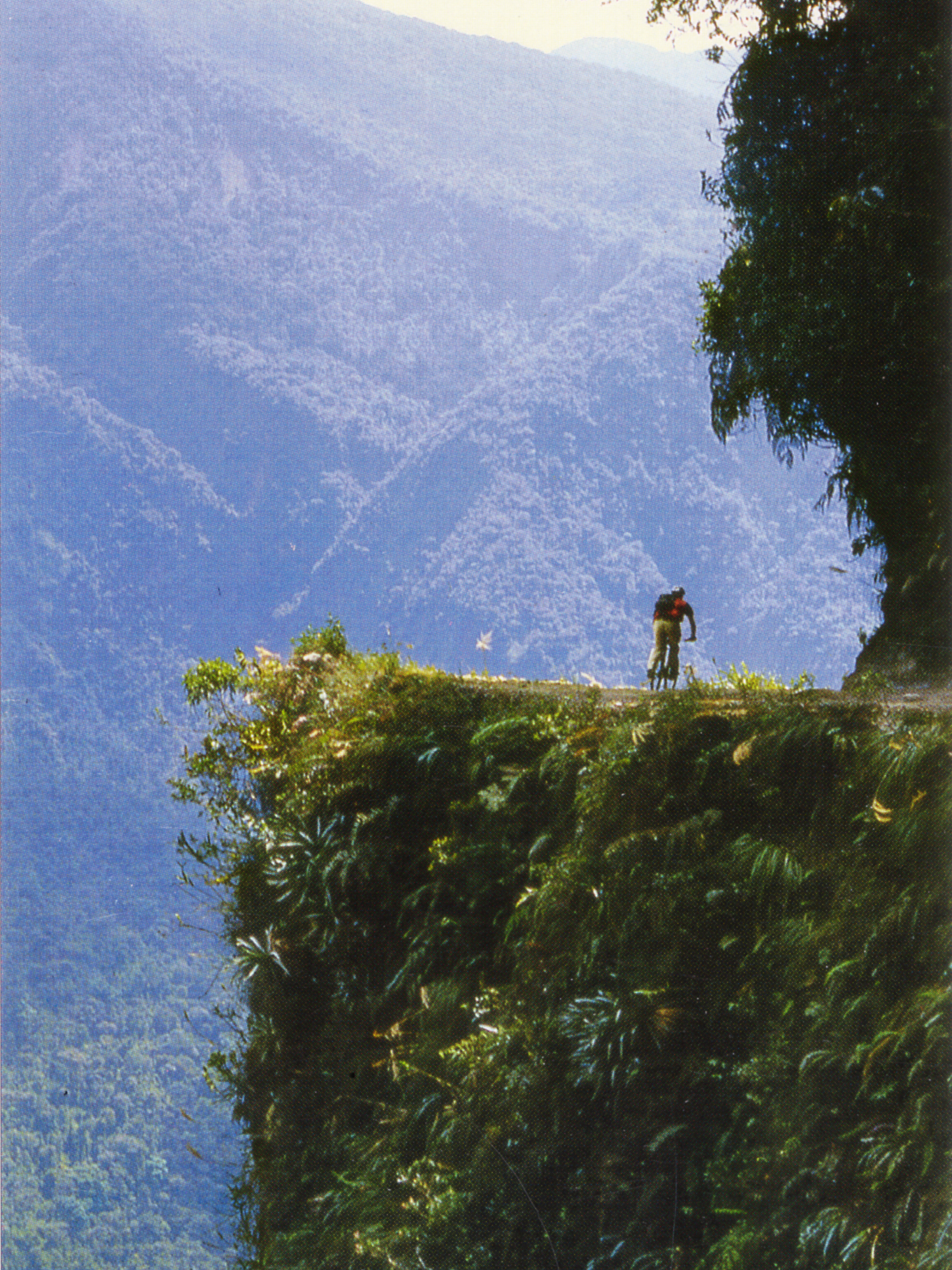

جادهٔ یونگاس معروف به جادهٔ مرگ جاده‌ای ۶۹ کیلومتریِ میان لاپاز و کورویکو می‌باشد که در ۵۶ کیلومتری شمال خاوری لاپاز و در منطقهٔ یونگاس بولیوی جای دارد.
خاستگاه آوازهٔ این جاده، خطرناک بودنش است به گونه‌ای که در سال ۱۹۹۵ بانک توسعهٔ کشورهای آمریکای لاتین یونگاس را خطرناک‌ترین جادهٔ جهان نام نهاد. برآوردی در سال ۲۰۰۶ نشان داد سالانه ۲۰۰ تا ۳۰۰ نفر در این جاده جان خود را از دست می‌دهند.
یک جادهٔ یونگاس جنوبی هم هست که لاپاز را به چولومانی می‌پیوندد و از آن با نام جاده‌ای که در خطرناک بودن دست کمی از یونگاس شمالی ندارد یاد می‌شود.

## بن‌مایه
- همکاری‌کنندگان ویکی‌پدیا، «Yungas Road»، ویکی‌پدیای انگلیسی، دانشنامهٔ آزاد (بازیابی ۳۱ شهریور ۱۳۹۴).